# Bahnstrecke Dresden-Neustadt–Dresden Elbufer Neustadt
| Streckennummer: | -                    |                                                |                                                |
| Kursbuchstrecke: | -                    |                                                |                                                |
| Streckenlänge: | 1,71 km              |                                                |                                                |
| Spurweite: | 1435 mm (Normalspur) |                                                |                                                |
| Streckengeschwindigkeit: | 10 km/h              |                                                |                                                |
| |                      |                                                |                                                |
| \| \| \| von Abzw Dresden-Pieschen \| \| \| \| 0,00 \| Dresden-Neustadt Gbf \| 116 m \| \| \| \| nach Abzw Dresden-Neustadt Stw 8/6 \| \| \| \| 0,28 \| EÜ Erfurter Straße \| EÜ Erfurter Straße \| \| \| 0,50 \| Anschluss VEB Sanitärporzellan \| Anschluss VEB Sanitärporzellan \| \| \| 0,84 \| Anschluss NVA-Lager \| Anschluss NVA-Lager \| \| \| 0,98 \| Anschluss VEB Arzneimittelwerk Dresden \| Anschluss VEB Arzneimittelwerk Dresden \| \| \| 1,06 \| BÜ Leipziger Straße \| BÜ Leipziger Straße \| \| \| 1,46 \| Dresden Elbufer Neustadt \| 108 m \| \| \| 1,50 \| Anschluss VEB Binnenhäfen Oberelbe / BHG \| Anschluss VEB Binnenhäfen Oberelbe / BHG \| \| \| 1,55 \| Děčín hl. n.–Dresden-Neustadt und Pirna–Coswig \| Děčín hl. n.–Dresden-Neustadt und Pirna–Coswig \| \| \| 1,61 \| Marienbrücke \| Marienbrücke \| \| \| 1,71 \| (Streckenende) \| (Streckenende) \| |                      |                                                |                                                |
| Strecke |                      | von Abzw Dresden-Pieschen                      | von Abzw Dresden-Pieschen                      |
| Dienststation / Betriebs- oder Güterbahnhof | 0,00                 | Dresden-Neustadt Gbf                           | 116 m                                          |
| Abzweig ehemals geradeaus und nach links |                      | nach Abzw Dresden-Neustadt Stw 8/6             | nach Abzw Dresden-Neustadt Stw 8/6             |
| Brücke (Strecke außer Betrieb) | 0,28                 | EÜ Erfurter Straße                             | EÜ Erfurter Straße                             |
| Abzweig geradeaus und von rechts (Strecke außer Betrieb) | 0,50                 | Anschluss VEB Sanitärporzellan                 | Anschluss VEB Sanitärporzellan                 |
| Abzweig geradeaus und nach rechts (Strecke außer Betrieb) | 0,84                 | Anschluss NVA-Lager                            | Anschluss NVA-Lager                            |
| Abzweig geradeaus und nach links (Strecke außer Betrieb) | 0,98                 | Anschluss VEB Arzneimittelwerk Dresden         | Anschluss VEB Arzneimittelwerk Dresden         |
| Bahnübergang (Strecke außer Betrieb) | 1,06                 | BÜ Leipziger Straße                            | BÜ Leipziger Straße                            |
| Dienststation / Betriebs- oder Güterbahnhof (Strecke außer Betrieb) | 1,46                 | Dresden Elbufer Neustadt                       | 108 m                                          |
| Abzweig geradeaus und von rechts (Strecke außer Betrieb) | 1,50                 | Anschluss VEB Binnenhäfen Oberelbe / BHG       | Anschluss VEB Binnenhäfen Oberelbe / BHG       |
| Kreuzung geradeaus unten (Strecke geradeaus außer Betrieb) | 1,55                 | Děčín hl. n.–Dresden-Neustadt und Pirna–Coswig | Děčín hl. n.–Dresden-Neustadt und Pirna–Coswig |
| Strecke mit Straßenbrücke (Strecke außer Betrieb) | 1,61                 | Marienbrücke                                   | Marienbrücke                                   |
| | 1,71                 | (Streckenende)                                 | (Streckenende)                                 |

Die Bahnstrecke Dresden-Neustadt–Dresden Elbufer Neustadt war eine nur dem Güterverkehr dienende Nebenbahn im Stadtgebiet der sächsischen Landeshauptstadt Dresden. Sie begann am Güterbahnhof Dresden-Neustadt und führte zu den Hafenanlagen am Neustädter Elbufer.

## Geschichte

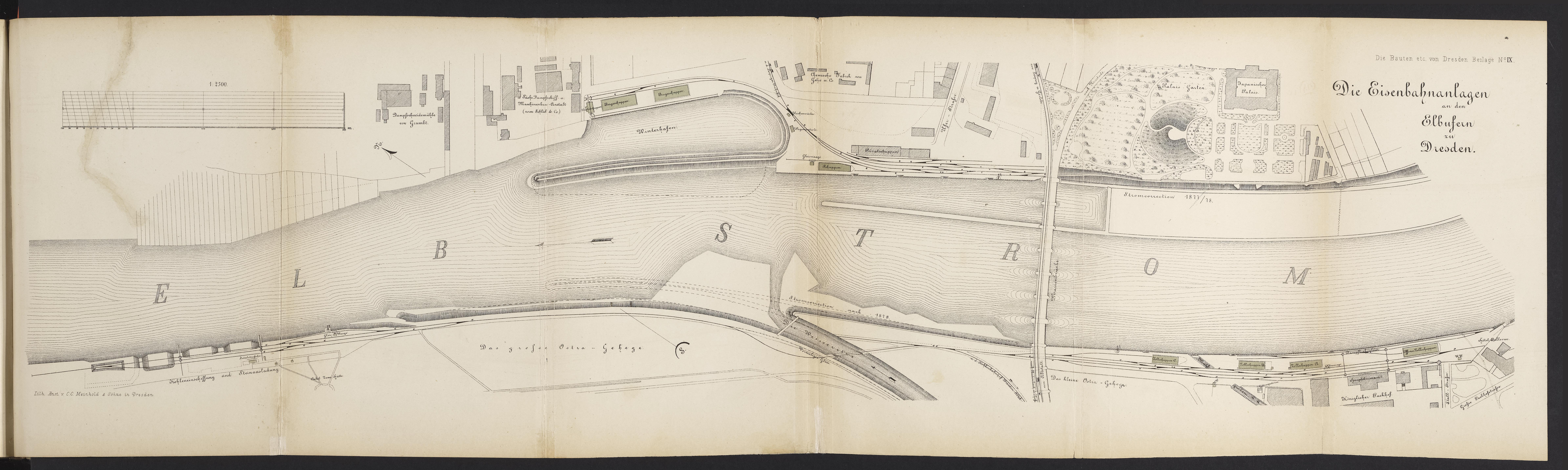
Die Eisenbahnanlagen an den Elbufern zu Dresden (um 1878)

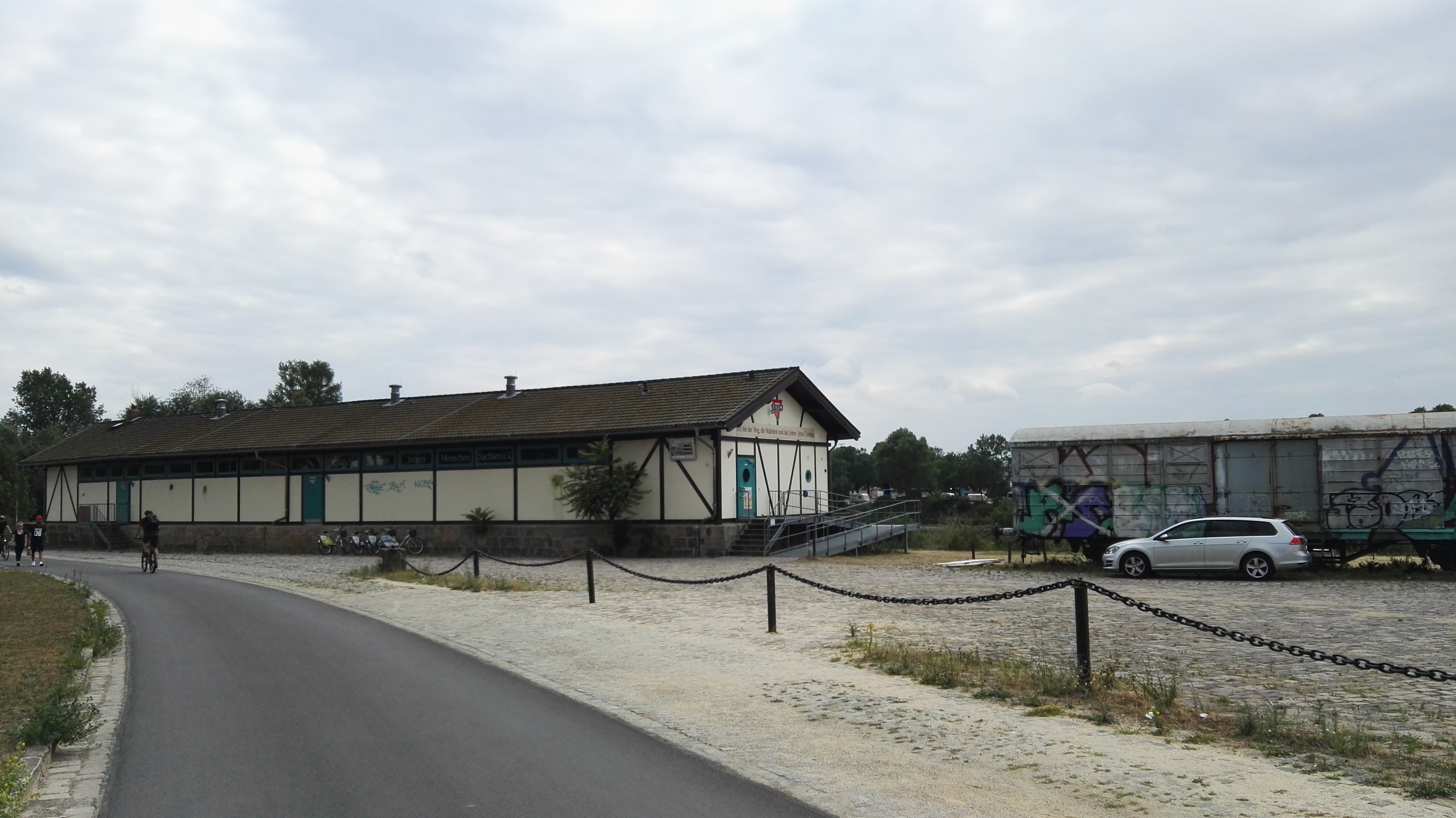
Bahnhof Dresden Elbufer Neustadt (2018)

Die Strecke wurde 1864 durch die Leipzig-Dresdner Eisenbahn-Compagnie (LDE) als Verbindung vom Leipziger Bahnhof zu den Kaianlagen am Elbufer gebaut. Zwischen 1872 und 1876 wurde am Endpunkt der Strecke der Neustädter Hafen angelegt.
Nach der Verstaatlichung der LDE im Jahr 1876 gehörte die kurze Strecke zum Netz der Königlich Sächsischen Staatseisenbahnen. Betrieben wurde die Strecke stets als Anschlussbahn.
Im Jahr 1956 stellte die Deutsche Reichsbahn den öffentlichen Güterverkehr ein, der Bahnhof Dresden Elbufer Neustadt als eigenständige Betriebsstelle wurde aufgelassen. Die Anschlussbahnen zum VEB Sanitärporzellan, zum NVA-Lager und zum VEB Binnenhäfen Oberelbe wurden jedoch weiterhin bedient.
Nach der politischen Wende im Osten Deutschlands im Jahr 1989 kam es auf der Strecke infolge der geänderten wirtschaftlichen Verhältnisse rasch zu einem Verkehrsrückgang. Um 1991 wurde das Gleis letztmals befahren. Am 1. Januar 1993 wurde die Strecke offiziell stillgelegt.
Bis 2005 wurde die Strecke abschnittsweise abgebaut. An den Güterbahnhof am Elbufer erinnern heute nur noch der markante Schuppen A, einige Gleisreste und ein Ladekran.